# Rudolf Dassler
Rudolf " Rudi " Dassler (26 de març de 1898 - 27 d'octubre de 1974) va ser un sabater alemany, home de negocis, membre del partit nazi i també fundador de l'empresa de roba esportiva Puma.
Era el germà gran del fundador d'Adidas, Adolf "Adi" Dassler. Els germans eren socis d'una empresa de sabates que va iniciar Adolf, "Gebrüder Dassler Schuhfabrik" (Fàbrica de Sabates dels Germans Dassler). Rudolf s'hi va incorporar el 1924. No obstant això, després d'un conflicte entre ells després de la Segona Guerra Mundial, els germans es van separar i van començar les seves respectives empreses el 1948.
Inicialment anomenant la nova empresa "Ruda" (acrònim de Rudolf Dassler), aviat es va canviar pel seu nom actual de Puma. Puma és la paraula quechua per puma; a partir d'aquí, va passar a l'alemany com a altres idiomes.

## Biografia
Després del seu retorn de la Primera Guerra Mundial, Adolf Dassler, el germà petit de Rudolf, va començar a produir sabates esportives a la cuina de la seva mare. El seu pare, Christoph, que treballava en una fàbrica de sabates, i els germans Zehlein, que produïen les puntes fetes a mà per a les sabates de pista a la seva ferreria, van donar suport a Adolf per iniciar el seu propi negoci. El 1924, Rudolf es va incorporar al negoci, que es va convertir en la Gebrüder Dassler Schuhfabrik (Fàbrica de sabates dels germans Dassler).
Amb l'ascens d'Adolf Hitler a la dècada de 1930, els dos germans Dassler es van unir al Partit Nazi, amb Rudolf considerat com el nazi més ardent.
Durant la guerra, una creixent fractura entre els dos va arribar a un punt de ruptura després d'un atac amb bomba aliat el 1943, quan Adi i la seva dona van pujar a un refugi antiaeri on Rudolf i la seva família ja hi eren: "Els bastards bruts han tornat de nou", Adi. va dir, aparentment referint-se als avions de guerra aliats, però Rudolf estava convençut que el seu germà es referia a ell i a la seva família. Rudolf, quan va ser capturat per les tropes nord-americanes, va ser acusat de ser membre de les SS, la informació que Rudolf va suposar va ser proporcionada per Adolf.
Sota la seva direcció, Puma va seguir sent una petita empresa provincial. Només sota la direcció del seu fill, Armin Dassler, es va convertir en l'empresa coneguda mundialment que segueix sent avui.

## Mort
Rudi Dassler va morir el 27 d'octubre de 1974 d'un càncer de pulmó als 76 anys.